# 中国大陆当代/近代/现代电视剧列表
以下内容为中国大陆电视剧，其中包括非中國大陸拍摄而在中國大陸大规模播映的电视剧也将一同列入目录。

## 民国剧

### 革命历史剧
- 孫中山
- 辛亥革命 (电视剧)
- 武昌首义 (电视剧)
- 走向共和
- 民國大劫案
- 护国军魂传奇
- 护国大将军 (电视剧)
- 我们的法兰西岁月
- 恰同学少年讲述毛泽东于湘南师范就读时历史，同归属校园剧
- 东山学堂
- 毛泽东三兄弟
- 日出東方
- 井冈山 (电视剧)
- 寻路 (电视剧)
- 长征 (电视剧)
- 十送红军 (电视剧)
- 红色娘子军 (电视剧)
- 周恩来在上海
- 非常公民
- 末代皇帝 (电视剧)
- 末代皇帝传奇
- 流转的王妃·最后的皇弟
- 流氓皇帝
- 末代皇妃
- 东北抗日联军 (电视剧)
- 少帅
- 张伯苓 (电视剧)
- 张学良 (电视剧)
- 李香蘭 (2007年電視劇)
- 蓋世太保槍口下的中國女人
- 戰長沙
- 长沙保卫战 (电视剧)
- 中国远征军 (2011年电视剧)
- 延安颂 (电视剧)
- 八路军 (电视剧)
- 新四軍
- 地道战 (电视剧)
- 太行山上 (电视剧)
- 周恩来在重庆
- 开国领袖毛泽东
- 毛泽东 (电视剧)
- 刘少奇故事
- 少奇同志
- 陈云 (电视剧)
- 彭真 (电视剧)
- 朱德元帅
- 开国元勋朱德
- 彭德怀元帅
- 贺龙元帅
- 聂荣臻 (电视剧)
- 羅榮桓元帥
- 抗日名将左权
- 叶挺将军
- 陈赓大将
- 肖劲光大将
- 黄克诚 (电视剧)
- 彭雪枫 (电视剧)
- 上将许世友
- 黄炎培 (电视剧)
- 民主之澜
- 雪豹 (电视剧)
- 人間正道是滄桑
- 中国1945之重庆风云
- 中原突圍
- 江姐 (2010年电视剧)
- 北平无战事
- 保衛延安
- 决战南京 (电视剧)
- 历史的天空 (电视剧)
- 敵營十八年 (1981年電視劇)
- 敌营十八年 (2008年电视剧)
- 虎胆雄心
- 解放 (电视剧)
- 解放海南島
- 亮剑 (2006年电视剧)
- 新亮剑
- 勇士們 (電視劇)
- 六壯士之古寧頭戰役
- 东方红1949
- 西藏秘密
- 格达活佛 (电视剧)
- 西藏风云
- 軍歌嘹亮
- 激情燃燒的歲月
- 历史转折中的邓小平

### 传奇剧
- 精武英雄电视剧
- 中華第一保鏢
- 2005年 大理公主
- 《香粉世家》系列剧，其它诸部为金粉世家、金色年华、红粉世家
- 我的野蠻千金（又稱：我愛刁蠻千金）
- 鏘鏘兒女到江湖
- 青花
- 畫魂
- 綠衣紅娘
- 上海一家人
- 走西口
- 闯关东
- 京华烟云
- 走出藍水河
- 像霧像雨又像風
- 橘子紅了
- 徽娘宛心
- 一江春水
- 一雙繡花鞋
- 木棉花的春天系列剧。
  - 小媳妇的春天
  - 哑巴新娘
- 大宅門共两部
- 蓝色妖姬
- 玲珑女
- 潜伏
- 中华英雄之中华傲诀
- 中华英雄 (1990年电视剧)
- 中華英雄 (2004年電視劇)（英语：The Legend of Hero）
- 荀慧生
- 人間四月天
- 半生緣
- 長恨歌
- 千絲萬縷
- 大地有江河
- 大染坊
- 古堡情事
- 宅門逆子
- 似水年華
- 周璇
- 奇人安世敏
- 青河絕戀
- 書香門第
- 梧桐雨
- 酒結良緣
- 筒子樓
- 春天後母心
- 斷仇谷
- 我這一輩子
- 古城童话
- 貞女烈女无盐女
- 换子成龙
- 新一剪梅
- 精武陈真（英语：Jingwu Chen Zhen）
- 精武英雄陈真（英语：Jingwu Yingxiong Chen Zhen）

中華民國國民政府遷台後至今劇集

## 现代剧
- 金婚 (电视剧)
- 凯旋在子夜
- 愛在離別時
- 一家之王
- 大山深處的110／大山深處110
- 大哥
- 大雪無痕
- 大腕
- 小姐你早
- 不共戴天
- 不回家的男人
- 不要和陌生人說話
- 不惑之年
- 今天是個好日子
- 公安局長，2
- 天上掉下個林妹妹
- 天之雲地之霧
- 天嬌
- 太陽滴血
- 孔雀樹
- 少年王
- 幻影天使
- 心不再遙遠
- 王記大排檔
- 世紀之約
- 可憐天下男人心
- 代價
- 生死之戀
- 生活秀
- 交鋒
- 伙頭智多星
- 仰望昆崙
- 光榮之旅
- 在一起
- 好爹好娘
- 吉祥中國
- 如此出山
- 如果有來世
- 有愛的日子
- 江山
- 至高利益
- 至高榮譽
- 至愛親朋
- 血玲瓏
- 衣錦還鄉
- 男人不准嫁
- 汽車城
- 走向喜馬拉雅
- 走過花季
- 走過舊金山
- 躍龍門
- 霹靂彩虹
- 驚天大案
- 讓愛重來
- 怦然心動
- 命運的承諾
- 幸福家庭
- 忠誠衛士
- 拉薩往事
- 波濤洶湧
- 爸爸叫紅旗
- 祥符春秋
- 這裡沒有冬季
- 郭秀明
- 都市新民
- 青春不解風情
- 非你不可
- 非常公民
- 非常案件
- 非常接觸
- 前世今生
- 南北一家族
- 保衛愛情
- 城市上空的驚鳥
- 城市星空
- 激情人生
- 激情年代
- 親密愛人
- 親情樹
- 隨心所遇
- 靜靜的艾敏河
- 龍珠風暴
- 絕對權利
- 給點陽光就燦爛
- 善意的謊言
- 貽笑大方
- 陽光燦爛的日子
- 雲淡天高
- 雲雀行動
- 血脈
- 夢斷天國
- 花非花
- 金蠶絲雨
- 皆大歡喜
- 相思成雲煙
- 相約青春
- 風雨乾坤
- 做男人挺累
- 曼谷雨季
- 問問你的心
- 堆積情感
- 從台北到上海
- 情有千千劫
- 情長路更長
- 情景喜劇網
- 情感陰謀
- 鳳在江湖
- 劉老根共两部。
- 慾望的代價
- 摩登家庭
- 撐起生命的藍天
- 潘張玉良
- 歸途如虹
- 藍色馬蹄蓮
- 希望之城
- 我愛我家痴網
- 我跟你說
- 折扇探
- 狂野的心
- 沉星檔案
- 風塵舞蝶
- 風聲鶴唳
- 香港歲月
- 拿什麼拯救你我的愛人
- 浪漫的事
- 海洋館的約會
- 浮華背後
- 真心真情
- 真實不想走
- 紙風箏
- 愛在生死邊緣
- 愛情漢堡包
- 楊洋三嫁
- 當關
- 葛定國同志的夕陽紅
- 欲罷不能
- 清水源頭是熱血
- 淘金記
- 雪白血紅
- 最後的棚戶人家
- 無情海峽有情天
- 結婚十年
- 對門對面
- 滿城風雨都是情
- 綠蘿花
- 誓言無聲
- 遠離罪惡
- 絕不放過你
- 關懷
- 雪地的守候
- 閩南名流世家
- 青衣

### 警匪军营剧
- 对峙(电视剧)
- 狭路相逢(电视剧)
- 正义永恒
- 中国神探之刑案解密
- 捍卫(电视剧)
- 警中英雄
- 罪域
- 边缘追缉
- 警中警II
- 警中警I
- 毁灭(电视剧)
- 公安局长II
- 公安局长I
- 危情24小时
- 情满珠江
- 英雄無悔
- 和平年代
- 便衣警察
- 士兵突击
- 榮譽
- 政府官員
- 導彈旅長
- 黑冰
- 黑血
- 黑洞
- 雷霆出擊
- 紅色康乃馨
- 紅色警戒
- 致命枕邊人／憤怒的蝴蝶
- 致命邂逅
- 軍港之夜
- 夏天的味道
- 特勤中隊
- 特警飛龍
- 西線兵車行
- 緝私要案組
- 暴風法庭
- 二分之一謀殺案
- 女子特警隊
- 中國刑偵1號案
- 中國軌道
- 中國儀仗兵
- 溫柔陷阱
- 梅花檔案
- DA師
- 女人不再沉默
- 絕對權力
- 命案十三宗
- 奇人奇案
- 忠誠
- 炊事班的故事
- 卫生队的故事
- 終極使命
- 省委書記
- 重拳出擊
- 重案六組
- 危險旅程
- 永不瞑目
- 永不放棄
- 玉觀音，系列剧电影《玉观音》。
- 白色陷阱
- 危險真情
- 危險進程
- 警戒線
- 警察世家
- 警察李酒瓶
- 黨員金柱有點忙
- 夫妻那些事

### 都市言情剧
- 錯愛
- 麻辣婆媳
- 完美
- 将爱情进行到底
- 壯志雄心
- 一米陽光
- 白領公寓
- 律政俏佳人
- 好想好想談戀愛
- 男才女貌
- 女才男貌
- 非你不可
- 真情告白
- 真情告別
- 101次求婚
- 一網情深
- 粉紅女郎（澀女郎）
- 都是天使惹的禍
- 青春拋物線
- 青春的童話
- 星夢戀人
- 做我太太100天
- 妙手神捕俏佳人
- 完美夏天
- 田教授家的28個房客
- 外來媳婦本地郎
- 外國小孩中國爸
- 白領公寓
- 老房有喜
- 老爸，向前衝
- 奋斗
- 真爱之百万新娘
- 寻夫记（我爱芙蓉姐）

### 校园剧
- 真空爱情记录
- 十六岁的花季
- 十八歲的天空
- 紅蘋果樂園系列剧
  - 星梦缘
- 網蟲日記
- 神探柯藍
- 校园先锋

## 情景喜剧
- 編輯部的故事
- 武林外传
- 炊事班的故事共三部
- 东北一家人
- 闲人马大姐
- 地下交通站
- 家有儿女共四部
- 我爱我家
- 卫生队的故事

## 改編翻拍
中國漫畫改編的中國電視劇
- 朱德庸：澀女郎→粉红女郎
- 徐伊亮：男神执事团
- 夏達：長歌行→長歌行 (2017年電視劇)

日本漫畫改編的中國電視劇
- 許斐剛：网球王子
- 輕部潤子：你的手在輕輕述說→大爱无声
- 神尾葉子：花樣男子→一起来看流星雨→一起又看流星雨
- 北條司：城市獵人→城市獵人 (中國電視劇)
- 中條比紗也：偷偷愛著你→落跑甜心
- 久住昌之原作、谷口治郎作畫：孤独的美食家→孤独的美食家 (中国电视剧)
- 安倍夜郎：深夜食堂→深夜食堂 (亚洲华语版)
- 柴門文：女強人俱樂部

中國小說改編的中國電視劇
日本小說改編的中國電視劇
- 東野圭吾：秘密→秘密 (網路劇)

非小說改編的中國電視劇
以下以劇本為表示
翻拍自韓劇的中國電視劇
- 男生女生向前走→青春进行时 (电视剧)
- 洪貞恩、洪美蘭：→彩虹甜心
- 李慶熙：謝謝→天使的幸福
- 金順玉：妻子的誘惑→回家的诱惑
- 趙恩貞：愛的謊言→真愛謊言
- 蘇賢京：燦爛的遺產→我的燦爛人生
- 姜銀慶：情定大飯店→偏偏爱上你
- 朴志賢、吳秀妍：愛上女主播→愛上女主播 (中國電視劇)
- 徐賢珠：粉紅色唇膏→女人的顏色
- 文英南：→我家有喜
- 閔恩雅：笑吧！東海→加油妈妈
- 李正善：加油！金順→爱闪亮
- 裴有美：一閃一閃亮晶晶→把爱带回家
- 李善熙：天橋風雲（朝鲜语：모델 (드라마)）→華麗一族 (2013年電視劇)
- 蘇賢京：→妻子的謊言
- 徐賢珠：→因為愛情有多美
- 具賢淑：→因为爱情有奇迹
- 孫英睦：→情满雪阳花
- 宋在貞、金允珠：仁顯王后的男人→相爱穿梭千年
- 朴智恩：→因為愛情有幸福

翻拍自日劇的中國電視劇
- 世界奇妙物語→不可思议的夏天
- 古澤良太：→约会恋爱究竟是什么
- 金子茂樹：求婚大作戰→求婚大作戰 (中國電視劇)
- 坂元裕二：問題餐廳→問題餐廳 (網路劇)
- 黑岩勉：我的危險妻子→我的危險妻子 (網路劇)

翻拍自台劇的中國電視劇
- 簡遠信：長男的媳婦→真愛之百萬新娘→百萬新娘之愛無悔
- 懷玉公主→刁蠻公主
- 初盈、周家楹：王子變青蛙→愛情睡醒了
- 林齡齡等：天下父母心→夏家三千金
- 李順慈：太陽花 (電視劇)→愛可以重來
- 林久愉等：家和萬事興 (2010年電視劇)→金玉滿堂 (中國電視劇)、天下第一味→爱情自有天意
- 今夜相思雨→陶之戀
- 真命天子→真命天子 (中国大陆电视剧)
- 終極三國→終極三國 (2017年網絡劇)